# سروش آسمانی
سروش آسمانی نام یک آلبوم موسیقی به خوانندگی علی‌اصغر شاه‌زیدی است که در سبک سنتی ایرانی تهیه شده‌است. این آلبوم در سال ۱۳۷۱ و توسط مؤسسهٔ آوای باربد منتشر گردید. آهنگ‌های این آلبوم را علی تجویدی ساخته و فریدون شهبازیان آن‌ها را برای ارکستر تنظیم کرده‌است. 

## شرح آلبوم

### فهرست آهنگ‌ها
| شماره      | نام                | سراینده          | آهنگساز    | مدت   |
| ---------- | ------------------ | ---------------- | ---------- | ----- |
| ۱.         | «سروش آسمانی»      | بیژن ترقی        | علی تجویدی | ۰۸:۱۱ |
| ۲.         | «ضربی همایون»      |                  |            | ۰۱:۴۰ |
| ۳.         | «چهارمضراب همایون» |                  |            | ۰۲:۵۹ |
| ۴.         | «ساز و آواز»       | حافظ شیرازی      |            | ۱۰:۲۶ |
| ۵.         | «سروش اسمانی»      | بیژن ترقی        | علی تجویدی | ۰۷:۲۶ |
| ۶.         | «شعرخوانی»         | حسین مسرور       |            | ۰۱:۰۰ |
| ۷.         | «کاخ بلند»         | ابوالقاسم فردوسی | علی تجویدی | ۰۵:۵۷ |
| ۸.         | «ضربی همایون»      |                  |            | ۰۵:۳۰ |
| ۹.         | «ساز و آواز»       | ابوالقاسم فردوسی |            | ۰۵:۱۴ |
| ۱۰.        | «رنگ چکاوک»        |                  |            | ۰۳:۰۵ |
| ۱۱.        | «کاخ بلند»         | ابوالقاسم فردوسی | علی تجویدی | ۰۵:۵۳ |
| مجموع مدت: | مجموع مدت:         | مجموع مدت:       | مجموع مدت: | ۵۷:۲۲ |

### نوازندگان
- ویولن: ارسلان کامکار، مهدی جوان فر، سیامک رئوفی، ابراهیم لطفی، مهدی تویسرکانی، هادی آزرم
- ویولا: رسول بهبهانی، بهزاد بیرقی
- ویولنسل: منوچهر باستان سیر، کریم قربانی
- کنترباس: علیرضا خورشیدفر
- کلارینت: سعید اتوت
- ابوا: کامران علی آقا
- فلوت: ناصر رحیمی
- تار: شهریار فریوسفی
- تمبک: ناصر محبت
- تیمپانی: علیرضا قوامی

### تکنوازان
- تار: جلیل شهناز
- تمبک: جهانگیر ملک
- کمانچه: هابیل علی اف